# Brodek u Přerova
Brodek u Přerova (jusqu'en 1948 : Brodek ; en allemand : Brodek) est un bourg (městys) du district de Přerov, dans la région d'Olomouc, en République tchèque. Sa population s'élevait à 1 844 habitants en 2025.

## Géographie
Brodek u Přerova se trouve à 9 km au nord-ouest de Přerov, à 14 km au sud-est d'Olomouc, à 77 km au sud-ouest d'Ostrava et à 219 km à l'est-sud-est de Prague.
La commune est limitée par Majetín au nord, par Kokory au nord-est, par Rokytnice au sud-est, par Císařov au sud, et par Citov à l'ouest.

## Histoire
La première mention écrite du village date de 1301. Brodek u Přerova a le statut de městys depuis 2009.

## Administration
La commune se compose de deux sections :
- Brodek u Přerova
- Luková